# Videoconferência

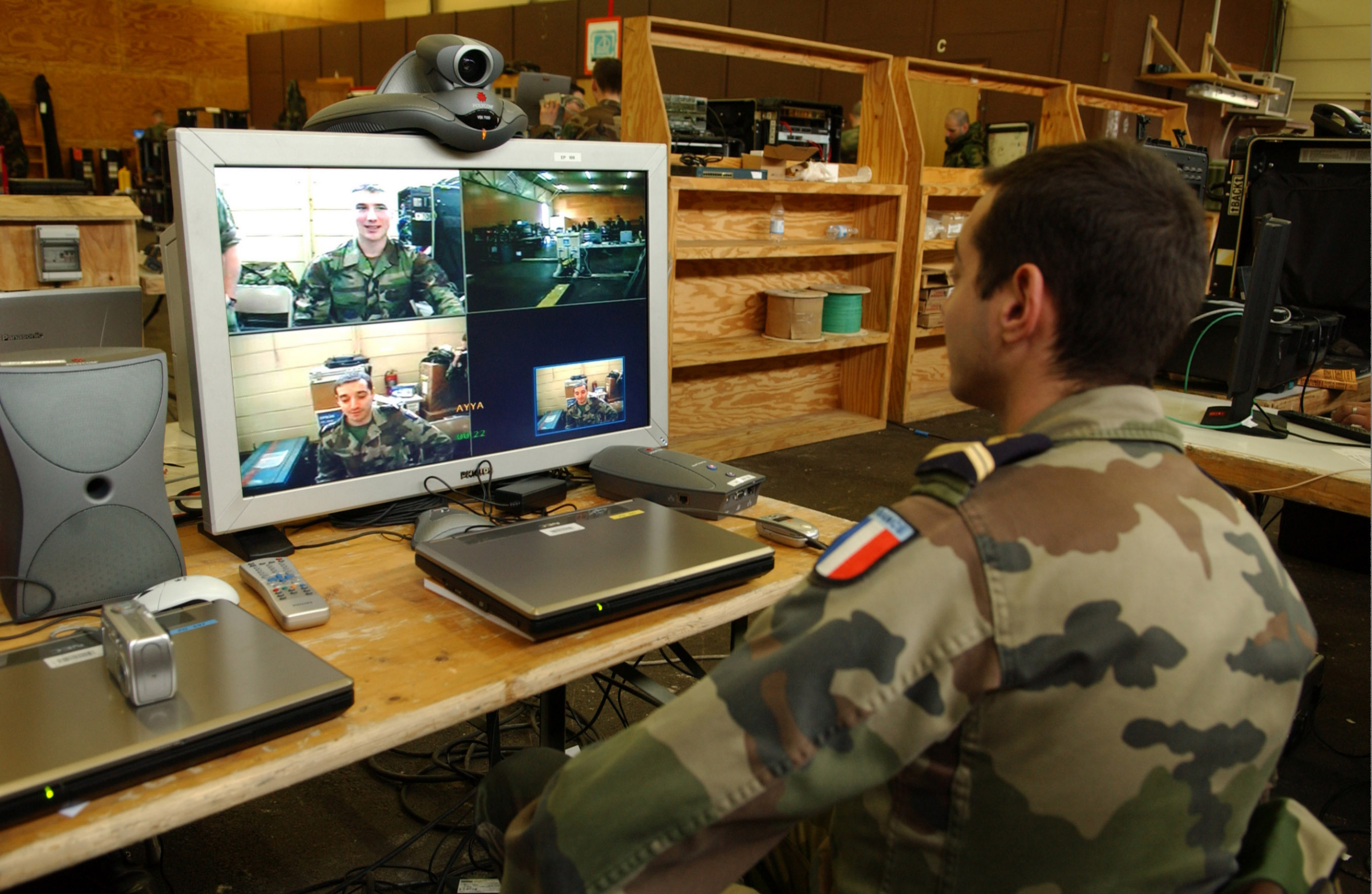
Videoconferência entre militares em 2006.

Videoconferência é uma tecnologia que permite o contacto visual e sonoro entre pessoas que estão em lugares diferentes, dando a sensação de que os interlocutores encontram-se no mesmo local. Permite não só a comunicação entre um grupo, mas também a comunicação pessoa-a-pessoa.

## Arquitetura
Essa comunicação é feita em tempo real e existem vários sistemas interpessoais de videoconferência que possibilitam isso. Além da transmissão simultânea de áudio e vídeo, esses sistemas oferecem ainda recursos de cooperação entre os usuários, compartilhando informações e materiais de trabalho. Em geral os equipamentos de videoconferência (terminais ou CODECs) disponíveis no mercado possuem capacidade de estabelecer uma comunicação ponto a ponto, e para que vários pontos se conectem simultaneamente é preciso utilizar um equipamento denominado MCU (Multiponto Control Unit). O funcionamento da MCU assim como de outros componentes necessários a videoconferência são especificados pelo padrão H.323 e SIP. Também é possível estabelecer uma conexão entre varios pontos utilizando a tecnologia de conexão Multicast. O Multicast é pouco utilizado por ser uma tecnologia de rede que não esta presente na Internet apenas em redes privadas e fechadas.
Um ambiente comum de videoconferência é composto de uma sala dotada de uma câmera especial e alguma facilidade tecnológica para a apresentação de documentos. Atualmente, com o avanço dos processadores (cada vez mais rápidos) e a compressão de dados, surgiu um novo tipo de videoconferência, a conferência desktop. Nela não é necessário salas especiais e muito menos equipamentos ultra modernos: a interação é feita por uma webcam e um microfone simples. A compressão/descompressão e todo o resto são efetuados por software que deve estar instalado em uma máquina padrão.

## Vantagens
- Economia de tempo, evitando o deslocamento físico para um local especial[2];
- Economia de recursos, com a redução dos gastos com viagens;
- Mais um recurso de pesquisa, já que a reunião pode ser gravada e disponibilizada posteriormente.

Além destes aspectos, os softwares que apoiam a realização da videoconferência, em sua maioria, permitem também, através da utilização de ferramentas de compartilhamento de documentos:
- Visualização e alteração pelos integrantes do diálogo em tempo real;
- Compartilhamento de aplicações;
- Compartilhamento de informações (transferência de arquivos).

## Pessoal x Profissional
Softwares gratuitos aproveitam a onda das webconferências e oferecem o serviço de videochat, como é o caso do Skype. Com interfaces simples, o usuário é convidado a interagir com pessoas que também possuem o programa. Para o consumidor o custo do empreendimento se resume à compra da webcam.
Embora esses programas livres venham se aprimorando, eles ainda são mais indicados para uso pessoal, uma vez que precisam da instalação de softwares e não garantem a qualidade do áudio e vídeo. Para um serviço mais especializado, algumas empresas apresentam soluções pagas com ofertas mensais.

## Ponto a Ponto x Multiponto
Como saber se precisa de um sistema de videoconferência multiponto ou ponto a ponto? Se necessita realizar videoconferências com mais de dois participantes que se encontram em locais distintos, nesse caso necessita de um sistema multiponto, conhecido também como MCU (do inglês Multipoint Control Unit). A função principal consiste em gerir a videoconferência nos diferentes terminais. Em geral cada porta do MCU atua como uma interfaz de rede à qual se conectam os dispositivos que desejam participar na videoconferência.
Existem MCUs que são puros software, e outros que são a combinação de  hardware and software. O MCU caracteriza-se pelo número de chamadas em simultâneo e a capacidade de transmitir dados e protocolos que podem ser vistos no ecrã por todos os participantes.
No caso das videoconferências entre apenas dois pontos distintos, ou seja, podem ser vários participantes, mas apenas dois locais de comunicação diferentes, nesse caso o sistema a utilizar será o ponto a ponto.

## Modos de videoconferência
Os sistemas de videoconferência usam vários modos de operar:
1. Switch ativado pela voz (do inglês Voice-Activated Switch - VAS);
2. Presença contínua (do inglês) Continuous Presence

No modo VAS, o MCU switches do ponto (participante) que fala pode ser visto pelos outros pontos (participantes). Se existem quatro pessoas na conferência, apenas será visto o participante que estiver a falar na conferência. 

O modo continuos Presence, os múltiplos participantes são vistos no ecrã da apresentação continuamente.